# Afirmație
O afirmație este o formulare lingvistică, prin care o supoziție, o teză sau o poziție personală (de ex. o opinie) este exprimată.